# 圣兰布雷赫茨-沃吕沃
圣兰布雷赫茨-沃吕沃（荷蘭語：Sint-Lambrechts-Woluwe，荷蘭語發音：[sɪnt ˈlɑmbrɛxts ˈʋoːlyʋə] ⓘ），法语名沃吕韦-圣朗贝尔（法語：Woluwe-Saint-Lambert，法語發音：[wolywe sɛ̃ lɑ̃bɛʁ]），是比利时布鲁塞尔首都大区的一个市镇，属于比利时法语社群和弗拉芒社群，法语和荷蘭語均为官方语言（但法语使用者居多），面积7.22平方千米，人口57,712人（2020年1月1日）。

## 人物
- 埃尔热

## 友好城市
圣兰布雷赫茨-沃吕沃与以下城市和地区结为友好关系：
- 法國 默东
- 卢旺达 姆巴齐（義大利語：Mbazi (Huye)）